# گل پیچوک
گل پیچوک، روستایی از توابع بخش مرکزی شهرستان سراوان در استان سیستان و بلوچستان ایران است.

## جمعیت
این روستا در دهستان گشت قرار دارد و براساس سرشماری مرکز آمار ایران در سال ۱۳۸۵، جمعیت آن ۳۰ نفر (۶خانوار) بوده‌است.